# Cucal goliat
El cucal goliat (Centropus goliath) és una espècie d'ocell de la família dels cucúlids (Cuculidae) que habita la selva humida de Morotai, Halmahera, Bacan, Obi i Tidore, a les Moluques Septentrionals.